# 6218 Mizushima
6218 Mizushima eller 1977 EG7 är en asteroid i huvudbältet som upptäcktes den 12 mars 1977 av de båda japanska astronomerna Hiroki Kōsai och Kiichirō Furukawa vid Kiso-observatoriet i Japan. Den är uppkallad efter Mizushima i den japanska staden Kurashiki.